# Quitapa
Quitapa é uma cidade e município angolano que se localiza na província do Malanje.
Anteriormente uma vila-comuna do município de Cambundi Catembo, em 5 de setembro de 2024 foi elevada a condição de cidade e município da província do Malanje.
O município é constituído apenas pela comuna-sede.